# Portland (Oregon)
Portland is een grote stad in het noordwesten van de Verenigde Staten, nabij de samenvloeiing van de Willamette en de Columbia River, in de staat Oregon. In 2010 woonden er 583.776 inwoners in Portland, waarmee het de grootste stad van Oregon is en de 29e van de Verenigde Staten. Er wonen naar schatting 2.260.000 mensen in de agglomeratie Portland, waarmee de stad op de 23e plaats staat in de VS.
Portland werd in 1851 geïncorporeerd als stad en is de hoofdplaats van Multnomah County. De stad wordt bestuurd door een verkozen gemeenteraad (city council) onder leiding van een burgemeester. Portland staat bekend om zijn sterke beleid in stadsplanning en investeringen in lightrail. Onder andere vanwege het goede transportnetwerk en het efficiënte bodemgebruik staat Portland bekend als een van de meest milieuvriendelijke of "groene" steden in de wereld.
De stad is gelegen in de klimaatzone van het Westkustzeeklimaat en wordt gekenmerkt door warme, droge zomers en natte maar milde winters. Dat klimaat is ideaal om rozen te kweken; Portland staat dan ook al meer dan een eeuw bekend als de "City of Roses". Er zijn verschillende rozentuinen in de stad, waarvan de International Rose Test Garden veruit de bekendste is. Daarnaast heeft Portland de naam erg veel microbrouwerijen te hebben. Portlanders staan ook bekend om hun voorliefde voor koffie en voor eetkraampjes.

## Geschiedenis
Portland was in eerste instantie een plaats aan de oevers van de Willametterivier, bekend onder de naam The Clearing. De locatie was halverwege tussen Oregon City en Fort Vancouver.
In 1843 zag William Overton exploitatiemogelijkheden voor het gebied, het ontbrak hem echter aan de financiële middelen om het land te claimen. Hij zocht samenwerking met Asa Lovejoy en werd voor 25 dollarcent mede-eigenaar van het gebied, dat 2,6 km² besloeg.
Toen Overton genoeg kreeg van het ontginnen en aanleggen van wegen verkocht hij zijn deel van de claim aan Francis Pettygrove. Toen de stad een naam moest krijgen wilden zowel Lovejoy als Pettygrove het recht een naam aan de stad toe te kennen. Zij kwamen tot een compromis door het opgooien van een munt. Pettygrove won, en noemde de stad Portland, naar Portland in Maine. Zou Lovejoy hebben gewonnen zou de stad Boston zijn genoemd, naar Boston in Massachusetts.
De eerste jaren was het belang van Portland ondergeschikt aan dat van Oregon City. Portland lag echter gunstig aan het begin van de Willamette, zodat daaruit een strategisch overwicht uit ontstond. In 1850 had Portland ongeveer 800 inwoners, een stoomzaagmolen, een hotel en een krant.
Een groot deel van de negentiende eeuw was Portland de belangrijkste havenstad in het noordwesten, totdat aan het einde van die eeuw de ontwikkeling van spoorlijnen Seattle ontsloot. Net als in andere havensteden werden ook in Portland ijverig zeelieden geronseld.

## Demografie
Van de bevolking is 11,6 % ouder dan 65 jaar en zij bestaat voor 34,6 % uit eenpersoonshuishoudens. De werkloosheid bedraagt 4,6 % (cijfers volkstelling 2000).
Ongeveer 6,8 % van de bevolking van Portland bestaat uit hispanics en latino's, 6,6 % is van Afrikaanse oorsprong en 6,3 % van Aziatische oorsprong.
Het aantal inwoners steeg van 486.083 in 1990 naar 529.121 in 2000.

## Klimaat
Portland heeft een zeeklimaat (Köppen Cfb). In januari is de gemiddelde temperatuur 4,2 °C en in juli is dat 20,1 °C. De zomers zijn warm en droog. In de maanden juli tot en met september valt in totaal ongeveer 115 millimeter regen en dat is minder dan 15% van de jaarlijkse hoeveelheid. Vanwege de afstand tot de kust kunnen in de zomermaanden de temperaturen oplopen tot boven de 40 °C. De winters zijn in het algemeen lang, koud en nat. December en januari zijn de koudste maanden en van november tot en met februari valt bijna 500 mm neerslag. Jaarlijks valt er gemiddeld 915 mm neerslag (gegevens op basis van de meetperiode 1981-2010).
| Maand                                                      | jan | feb  | mrt  | apr  | mei  | jun  | jul  | aug  | sep  | okt  | nov  | dec | Jaar |
| ---------------------------------------------------------- | --- | ---- | ---- | ---- | ---- | ---- | ---- | ---- | ---- | ---- | ---- | --- | ---- |
| Hoogste maximum (°C)                                       | 19  | 22   | 27   | 32   | 38   | 39   | 42   | 42   | 41   | 33   | 23   | 18  | 42   |
| Gemiddeld maximum (°C)                                     | 8,3 | 10,7 | 13,7 | 16,3 | 20,0 | 23,1 | 27,0 | 27,3 | 24,3 | 17,7 | 11,6 | 7,6 | 17,3 |
| Gemiddeld minimum (°C)                                     | 2,1 | 2,4  | 4,2  | 6,2  | 9,2  | 12,0 | 14,3 | 14,4 | 11,7 | 7,8  | 4,7  | 1,8 | 7,6  |
| Laagste minimum (°C)                                       | −19 | −19  | −7   | −2   | −2   | 4    | 6    | 7    | 1    | −3   | −11  | −14 | −19  |
|                                                            |     |      |      |      |      |      |      |      |      |      |      |     |      |
| Neerslag (mm)                                              | 124 | 93   | 94   | 69   | 63   | 43   | 17   | 17   | 37   | 76   | 142  | 139 | 915  |
| Bron: (en) National Oceanic and Atmospheric Administration |     |      |      |      |      |      |      |      |      |      |      |     |      |

## Economie

### Haven
De Columbia is tot Portland bevaarbaar voor zeeschepen. In het noordwesten van de stad, waar de Willamette de Columbia bereikt, ligt een haven. Hier wordt jaarlijks ruim 10 miljoen ton lading verwerkt waarmee de haven van Portland tot de top 5 behoort van grootste zeehavens aan de Amerikaanse westkust. Er zijn vier terminals waar droge en natte bulkproducten, voertuigen, containers en staal wordt overgeslagen. Voor het transport van en naar het achterland is een uitgebreid spoornetwerk van Union Pacific en BNSF beschikbaar en ook veel lading wordt verder vervoerd over de rivieren.

Lokale railnetwerk

### Lightrail en tram
Portland's "groene" bekendheid dankt het deels aan het uitgebreide lightrail-netwerk, wat wordt vermarkt onder de naam MAX. Daarnaast is er een bescheiden klassiek tramnetwerk (Portland Streetcar) van twee lijnen in het centrum.

## Bezienswaardigheden
- Washington Park is een groot openbaar stadspark met een oppervlakte van zo'n 166 hectare. In het park liggen een dierentuin, bosbouwmuseum, arboretum, rosarium, Japanse tuin, sportvelden, kunstwerken en monumenten, en grote stukken bosgebied met wandelpaden.
- Powell's Books claimt met een oppervlakte van 6300 m² de grootste onafhankelijke boekhandel te zijn in nieuwe en gebruikte boeken.
- Pittock Mansion is een groot woonhuis gebouwd in de Franse renaissance-stijl. Het staat op de Tualatin Mountains ten westen van het stadscentrum. Krantenuitgever Henry Pittock gaf opdracht voor de bouw. Het staat op een landgoed van 18 hectare en het huis staat open voor het publiek.
- De Portland Aerial Tram is een kabelbaan tussen de wijk South Waterfront en Marquam Hill. De gondel legt in circa drie minuten een afstand af van 1.030 meter en overbrugt een hoogteverschil van 145 meter.

## Sport
Basketbalclub Portland Trail Blazers is de enige sportclub uit Portland die uitkomt in een van de vier grootste Amerikaanse sportcompetities.
Daarnaast speelt voetbalclub Portland Timbers in de Major League Soccer.

## Trivia
- De officieuze slogan van Portland is "Keep Portland Weird"
- Matt Groening, bedenker van The Simpsons is geboren in Portland en heeft verscheidene personages genoemd naar straatnamen die in de stad voorkomen. Zo komen Bob Terwilliger, Ned Flanders, Mayor Quimby en Dominee Lovejoy aan hun naam.
- De Lets-Amerikaanse schilder (abstract expressionist) Mark Rothko woonde en werkte vele jaren in Portland.
- De NBC-televisieserie Grimm speelt zich grotendeels af in Portland.

## Plaatsen in de nabije omgeving
De onderstaande figuur toont nabijgelegen plaatsen in een straal van 12 km rond Portland.

## Stedenbanden
- Guadalajara (Mexico)
- Utrecht (stad) (Nederland)

## Bekende inwoners van Portland

### Geboren
- Forrest Smithson (1884-1962), atleet
- Linus Pauling (1901-1994), scheikundige en Nobelprijswinnaar voor Scheikunde (1954) en de Vrede (1962)
- Kathrine Kressmann Taylor (1903-1996), schrijfster
- Douglas Engelbart (1925-2013), uitvinder
- Jane Powell (1929-2021), zangeres, danseres en actrice
- Ray Dolby (1933-2013), ingenieur, uitvinder
- David Griggs (1939-1989), astronaut
- Dick Fosbury (1947-2023), oud-olympisch kampioen hoogspringen
- Sally Struthers (1947), actrice
- Greg Sage (1952), rockmuzikant, oprichter Wipers
- Bruce Abbott (1954), acteur
- Randy Alcorn (1954), schrijver
- Matt Groening (1954), striptekenaar
- Margaux Hemingway (1954-1996), model en actrice
- Kirk Thornton (1956), acteur, regisseur en scenarioschrijver
- Kevin O'Rourke (1956), acteur
- Ted Rooney (1960), acteur
- Dan O'Brien (1966), oud-olympisch kampioen en ex-wereldrecordhouder tienkamp
- Michelle Clunie (1969), actrice
- Kim Rhodes (1969), actrice
- Tonya Harding (1970), kunstschaatsster
- Laura Allen (1974), actrice
- Bonnie Root (1975), actrice
- Erin Chambers (1979), actrice
- Mariel Zagunis (1985), schermster
- Galen Rupp (1986), atleet
- Morgan Scroggy (1988), zwemster
- Ashton Eaton (1988), olympisch kampioen en wereldrecordhouder tienkamp
- Aminé (1994), rapper
- Ryan Crouser (1992), atleet
- Connor Weil (1993), acteur
- Daniel Seavey (1999), zanger
- Cole Anthony (2000), basketballer